# Niemieckie okręty podwodne

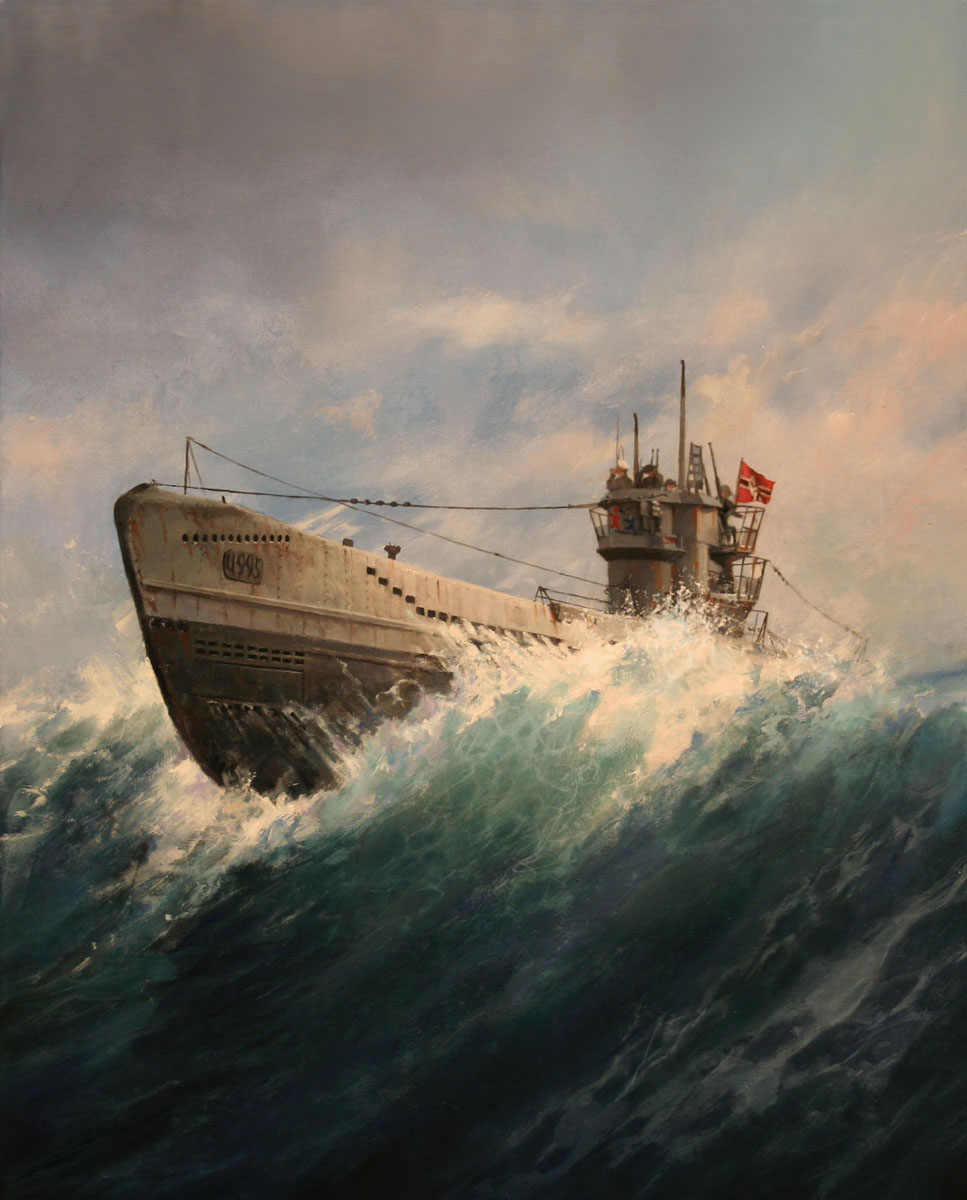
Augusto Ferrer-Dalmau, U-Boot

Niemieckie okręty podwodne – niemiecka flota podwodna. Zainteresowanie niemieckiej floty okrętami podwodnymi (niem. Unterseeboot, U-Boot) miało swój początek później niż w większości innych wiodących marynarek wojennych i nastąpiło dopiero na początku XX wieku (natomiast niemieccy prywatni wynalazcy tworzyli pierwsze konstrukcje przeznaczone do żeglugi podwodnej w tym samym okresie, jak działo się to w innych państwach, zwłaszcza w Stanach Zjednoczonych i Francji). Pierwszym przyjętym do służby niemieckim U-Bootem był SM U-1, który został przyjęty w skład Kaiserliche Marine 14 grudnia 1906 roku. Dopiero jednak w miarę zbliżania się wybuchu I wojny światowej nastąpił szybki rozwój tej klasy okrętów w Niemczech, toteż w dniu jej wybuchu niemiecka flota podwodna dysponowała 30 sprawnymi jednostkami tego rodzaju. W trakcie tego konfliktu – opierając się na zmiennych strategiach ich wykorzystania – niemieckie okręty podwodne udowodniły swoją wartość w wojnie morskiej, zatapiając szereg ciężkich okrętów wojennych, zwłaszcza zaś prowadząc walkę z żeglugą ententy. Do końca I wojny światowej w niemieckich stoczniach zbudowano 360 U-Bootów, z których 178 zostało zatopionych podczas działań wojennych; z kolei niemieckie okręty podwodne zdołały zniszczyć alianckie jednostki o łącznej pojemności przekraczającej 11 mln BRT.

## Wczesne konstrukcje

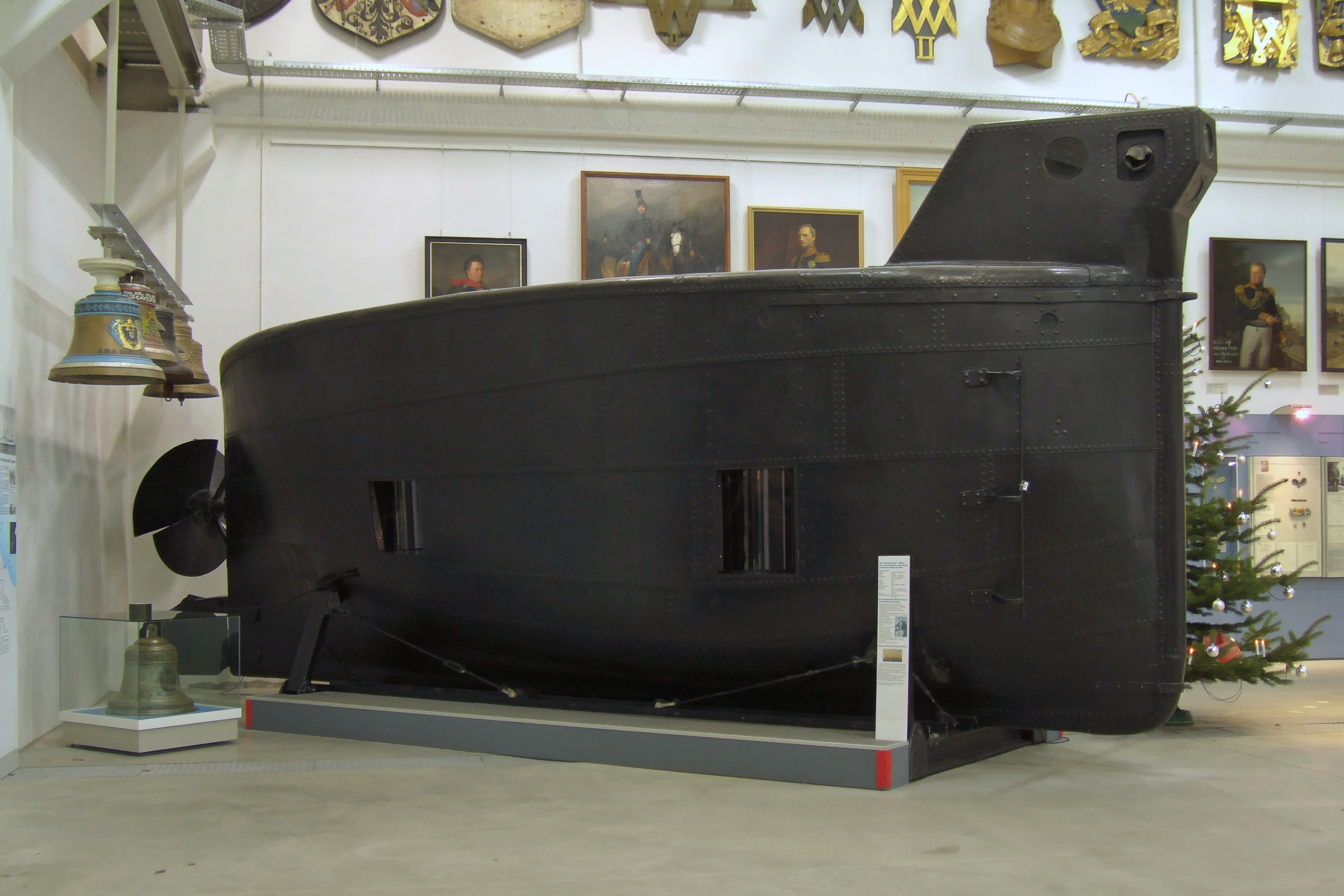
Skonstruowany w połowie XIX wieku przez Wilhelma Bauera pierwszy niemiecki pojazd zanurzalny „Brandtaucher”

Pierwszym pojazdem zanurzalnym zbudowanym w Niemczech był dwuosobowy „Brandtaucher”, zaprojektowany przez Wilhelma Bauera, który był pierwszym niemieckim inżynierem rozumiejącym techniki kontrolowanego pływania podwodnego. W 1850 roku konstruktor po raz pierwszy zanurzył się za pomocą swojego okrętu o wyporności 28,2 tony w pobliżu Kilonii, wkrótce potem jednak jednostka zatonęła, choć samemu Bauerowi udało się ocalić życie. Już same jednak wiadomości o jego zwodowaniu spowodowały, że w toczącej się właśnie I wojnie o Szlezwik prowadząca blokadę Kilonii duńska flota została odsunięta dalej od brzegu. Następne próby były podejmowane przez Friedricha Otto Vogela, który nie zdołał ich jednak zrealizować z powodów finansowych, a także w należącej do Augusta Howaldta stoczni w Kilonii. Prawdziwe pojazdy podwodne mogły jednak pojawić się wraz z opracowaniem efektywnego sposobu napędu pod wodą, co nastąpiło na przełomie lat 1902–1903 kiedy zbudowany w tej samej stoczni został „Forelle”. Wyposażony był w akumulator, który jednak musiał być ładowany w porcie, bądź też z towarzyszącej jej w morzu innej jednostki. Został sprzedany w 1904 roku Rosji.

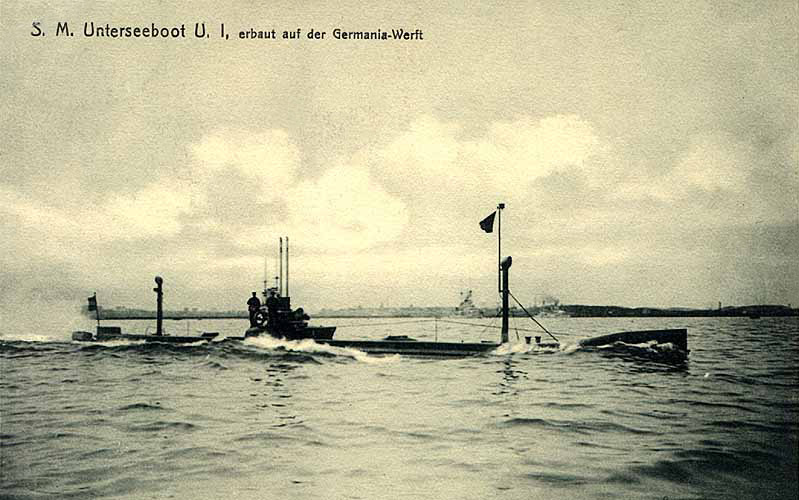
SM U-1, pierwszy okręt podwodny niemieckiej marynarki wojennej

W stoczni tej zatrudniono Raimondo Lorenzo D’Equevilley-Montjustin, hiszpańskiego inżyniera, który na podstawie „Forelle” opracował projekt jednostek typu Karp dla Rosji, ten zaś stał się bazą dla powstania pierwszego projektu okrętów podwodnych dla marynarki niemieckiej, kontrakt na budowę którego został złożony w stoczni Germania w 1904 roku. Pierwszy okręt podwodny niemieckiej marynarki wojennej został przyjęty do służby w Kaiserliche Marine 14 grudnia 1906 roku jako Seiner Majestät U-1. SM U-1 miał dwukadłubową konstrukcję wypierającą na powierzchni 238 ton wody i napędzany był silnikiem benzynowym. Okręt wyposażony został w pojedynczą wyrzutnię torped kalibru 450 mm. U-1 stworzył podwaliny pod rozwój okrętów tej klasy w niemieckiej marynarce, która preferowała konstrukcje dwukadłubowe – zbudowano jedynie trzy serie niewielkich jednokadłubowych pojazdów zanurzalnych. Uzbrojenie małych jednostek stanowiły głównie torpedy i miny, dopiero z początkiem wojny, średniej wielkości okręty zaczęto wyposażać w działa. Okręty z tego czasu nie miały możliwości akustycznego rozpoznania, toteż podstawowym środkiem obserwacji pod wodą była obserwacja optyczna za pomocą peryskopu, jednak nawet na głębokości peryskopowej możliwości obserwacji były wówczas bardzo ograniczone. Podstawowym sposobem rozpoznania była obserwacja optyczna na powierzchni. Tam też istniały największe szanse wykrycia jednostek przeciwnika, toteż największą wagę przykładano do prędkości nawodnej okrętów.
Wymagania wobec kształtu kadłuba związanego z prędkością nawodną w znacznym stopniu zwiększały opór hydrodynamiczny podczas rejsu w zanurzeniu. W tym czasie jednak maksymalna prędkość podwodna uważana była za parametr o relatywnie niewielkim znaczeniu, toteż w miarę konstrukcyjnego ulepszania prędkości nawodnej, następował dalszy spadek prędkości i zasięgu w pływaniu podwodnym. Odejście jednak niebędącego Niemcem D’Equevilleya i jego zastąpienie przez Hansa Techela 1 lipca 1907 roku, otworzyło drogę do współpracy między Kruppem a marynarką, i szybkiego rozwoju projektów w latach poprzedzających I wojnę światową.

## I wojna światowa
Kaiserliche Marine rozpoczęła budowę okrętów podwodnych później niż marynarki wojenne innych krajów. Powodem tego był fakt, że Staatssekretär im Reichsmarineamt grossadmiral Alfred von Tirpitz za priorytet uznawał budowę dla cesarza oceanicznej floty nawodnej, która mogłaby rywalizować z Royal Navy w zakresie rozmiarów i siły. Niefortunnie, początkowo okręty podwodne Kaiserliche Marine wyposażone zostały w silniki benzynowe do napędu na powierzchni, które zostały zainstalowane na wszystkich jednostkach podwodnych od SM U-1, aż po SM U-18. I chociaż niemiecka marynarka zdecydowała się zmienić rodzaj napędu wraz z jednostkami typu U-19, ponowna niefortunna decyzja o podziale zamówienia na silniki czterosuwowe z MAN w Augsburgu i dwusuwowe od Germaniawerft w Kilonii spowodowała, że w przededniu wybuchu wojny jednostki U-31 do U-41 z silnikami dwusuwowymi nie były de facto zdolne do służby. W rezultacie, gdy wybuchły działania wojenne, niemiecka flota podwodna dysponowała jedynie okrętami U-1 do U-30, lecz sprawność większości z nich była ograniczona.
| Dowódcy niemieckich okrętów podwodnych najskuteczniejsi w zwalczaniu okrętów pancernych (1914–1918) | Dowódcy niemieckich okrętów podwodnych najskuteczniejsi w zwalczaniu okrętów pancernych (1914–1918) | Dowódcy niemieckich okrętów podwodnych najskuteczniejsi w zwalczaniu okrętów pancernych (1914–1918) | Dowódcy niemieckich okrętów podwodnych najskuteczniejsi w zwalczaniu okrętów pancernych (1914–1918) | Dowódcy niemieckich okrętów podwodnych najskuteczniejsi w zwalczaniu okrętów pancernych (1914–1918) | Dowódcy niemieckich okrętów podwodnych najskuteczniejsi w zwalczaniu okrętów pancernych (1914–1918) | Dowódcy niemieckich okrętów podwodnych najskuteczniejsi w zwalczaniu okrętów pancernych (1914–1918) | Dowódcy niemieckich okrętów podwodnych najskuteczniejsi w zwalczaniu okrętów pancernych (1914–1918) |
| Dowódca                                                                                             | Data urodzenia                                                                                      | Okręt                                                                                               | Data zatopienia                                                                                     | Nazwa okrętu                                                                                        | Klasa                                                                                               | Wyporność (ton)                                                                                     | |
| --------------------------------------------------------------------------------------------------- | --------------------------------------------------------------------------------------------------- | --------------------------------------------------------------------------------------------------- | --------------------------------------------------------------------------------------------------- | --------------------------------------------------------------------------------------------------- | --------------------------------------------------------------------------------------------------- | --------------------------------------------------------------------------------------------------- | --------------------------------------------------------------------------------------------------- |
| Otto Weddigen                                                                                       | 15 września 1882                                                                                    | U-9                                                                                                 | 22 września 1914                                                                                    | HMS „Aboukir”                                                                                       | krążownik pancerny                                                                                  | 12 000                                                                                              | |
| Otto Weddigen                                                                                       | 15 września 1882                                                                                    | U-9                                                                                                 | 22 września 1914                                                                                    | HMS „Hogue”                                                                                         | krążownik pancerny                                                                                  | 12 000                                                                                              | |
| Otto Weddigen                                                                                       | 15 września 1882                                                                                    | U-9                                                                                                 | 22 września 1914                                                                                    | HMS „Cressy”                                                                                        | krążownik pancerny                                                                                  | 12 000                                                                                              | |
| Otto Weddigen                                                                                       | 15 września 1882                                                                                    | U-9                                                                                                 | 15 października 1914                                                                                | HMS „Hawke”                                                                                         | krążownik pancernopokładowy                                                                         | 7 400                                                                                               | |
| Otto Hersing                                                                                        | 30 listopada 1885                                                                                   | U-21                                                                                                | 5 września 1914                                                                                     | HMS „Pathfinder”                                                                                    | lekki krążownik                                                                                     | 2 900                                                                                               | |
| Otto Hersing                                                                                        | 30 listopada 1885                                                                                   | U-21                                                                                                | 25 maja 1915                                                                                        | HMS „Triumph”                                                                                       | pancernik                                                                                           | 11 800                                                                                              | |
| Otto Hersing                                                                                        | 30 listopada 1885                                                                                   | U-21                                                                                                | 27 maja 1915                                                                                        | HMS „Majestic”                                                                                      | pancernik                                                                                           | 14 900                                                                                              | |
| Otto Hersing                                                                                        | 30 listopada 1885                                                                                   | U-21                                                                                                | 11 lutego 1916                                                                                      | „Amiral Charner”                                                                                    | Krążownik pancerny                                                                                  | 8 700                                                                                               | |

Niektórzy autorzy symbolicznie uznają jednak typ U-31 za drugi z pięciu kamieni milowych, w całej historii rozwoju konstrukcji okrętów podwodnych, gdyż stanowiły wyraźny krok na przód od konstrukcji okrętów podwodnych Johna Hollanda. Jednostki te były prostymi, lecz wytrzymałymi okrętami, które w działaniach wojennych okazały się bardzo solidne. Charakterystyczną cechą ich projektu był silny nacisk na wysoką sprawność nawodną, związaną z koniecznością pływania na powierzchni z wykorzystaniem napędu dieslowskiego, w ostateczności jedynie pod wodą – z uwagi na niską wytrzymałość akumulatorów dla napędu elektrycznego. Projekt konstrukcji przewidywał w związku z tym zoptymalizowany dla pływania nawodnego dziób charakterystyczny dla jednostek nawodnych, duży kiosk, dwa wały napędowe z pojedynczą śrubą każdy, działo pokładowe oraz wiele otworów zalewowych i odpowietrzników celem szybkiego wynurzania i zanurzania.

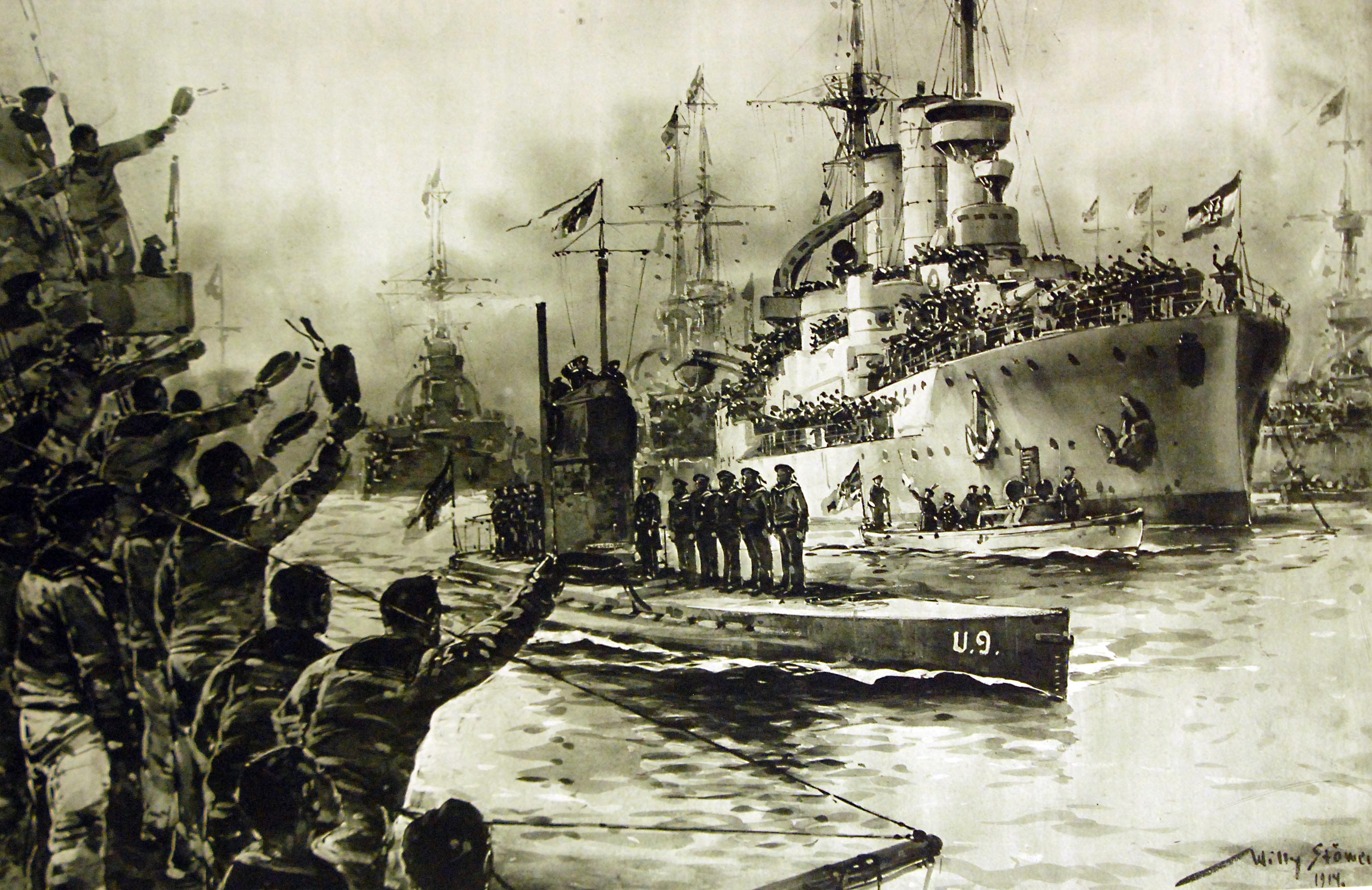
Triumfalny powrót U-9 do Wilhelmshaven po rejsie zakończonym zatopieniem trzech krążowników. Rysunek prof. Williego Stöwera.

Podobnie jak członkowie ententy, Niemcy nie miały jasnej doktryny wykorzystania okrętów podwodnych. Przyjęły jednak strategię kleinkriegu (czyli wojny podjazdowej), starając się postawić jednostki Grand Fleet w niekorzystnej sytuacji i zmniejszyć brytyjską flotę za pomocą min i okrętów podwodnych. W 1914 roku niemieckie U-Booty zademonstrowały jednak większą zdolność bojową niż wskazywały na to przedwojenne ćwiczenia, odnosząc znaczące sukcesy. 5 września 1914 roku U-21 zatopił należący do Royal Navy lekki krążownik HMS „Pathfinder”, co stanowiło pierwsze w historii zatopienie wrogiego okrętu za pomocą samobieżnej torpedy.
Najbardziej spektakularnym sukcesem tego okresu było zatopienie 22 września trzech brytyjskich krążowników pancernych HMS „Aboukir”, „Hogue” i „Cressy”. Dowodzony przez Ottona Weddigena U-9 zatopił je w ciągu nieco ponad godziny. Royal Navy szybko doszła do przekonania, że niemieckie okręty podwodne są największym zagrożeniem dla jej prymatu. Niezależnie od tego sukcesu, już w 1915 roku stało się jasnym, że strategia kleinkriegu nie jest skuteczna. Przyjęta przez Royal Navy strategia dalekiej blokady efektywnie zamykała bowiem Niemcom dostęp do większości zagranicznych linii komunikacyjnych, podczas gdy Great Fleet – trzymając się daleko od pułapek zastawianych przez niemieckie okręty – skutecznie odcinała niemiecką flotę oceaniczną Hochseeflotte, poważnie jej szkodząc. Niemieckie okręty podwodne nie przeprowadziły w tym czasie żadnej skoordynowanej kampanii przeciw statkom handlowym aliantów: transport do Francji Brytyjskiego Korpusu Ekspedycyjnego, a następnie zaopatrzenia dla niego, został przeprowadzony praktycznie bez przeszkód ze strony niemieckiej floty. U-Booty zademonstrowały jednak, że mogą być efektywne, nawet uwzględniając ograniczenia wynikające z Deklaracji Londyńskiej z 1909 roku, która nakładała na okręty wojenne obowiązek brania na pokład załóg i pasażerów atakowanych statków, bądź zapewnienia im bezpieczeństwa w inny sposób.

### Nieograniczona wojna podwodna
Wzrastająca liczba oficerów niemieckiej marynarki, podobnie jak polityków i biznesmenów, zaczęła postulować „kontrblokadę” Wielkiej Brytanii, z użyciem okrętów podwodnych do ataku i zatapiania wszystkich brytyjskich i neutralnych statków dowożących towary na wyspy. Rząd niemiecki zdawał sobie sprawę z reperkusji wiążących się z atakowaniem jednostek państw neutralnych, zwłaszcza Stanów Zjednoczonych, uznał jednak w końcu, że idea warta jest podjęcia ryzyka. 4 lutego 1915 roku wody wokół Wielkiej Brytanii i Irlandii, włączając w to cały kanał La Manche i zachodnią część Morza Północnego, ogłoszone zostały „strefą wojny”, wewnątrz której zatopiony zostanie każdy statek transportowy, brytyjski bądź neutralny, bez zastosowania środków niezbędnych do zapewnienia bezpieczeństwa załogom i pasażerom. W ten sposób, dysponując bardzo ograniczonymi zasobami, marynarka niemiecka rozpoczęła swoją pierwszą nieograniczoną wojnę podwodną przeciw żegludze handlowej, zaś skierowane do wszystkich państw i armatorów wyraźne ostrzeżenie przed wpływaniem w zamknięty obszar wokół wysp brytyjskich, dawało się prawnie pogodzić z postanowieniami Deklaracji Londyńskiej i zdaniem wielu zaspokajało wynikające z niej wymagania.
| Dowódcy U-Bootów najskuteczniejsi w zwalczaniu żeglugi (1914–1918) | Dowódcy U-Bootów najskuteczniejsi w zwalczaniu żeglugi (1914–1918) | Dowódcy U-Bootów najskuteczniejsi w zwalczaniu żeglugi (1914–1918) | Dowódcy U-Bootów najskuteczniejsi w zwalczaniu żeglugi (1914–1918) | Dowódcy U-Bootów najskuteczniejsi w zwalczaniu żeglugi (1914–1918) | Dowódcy U-Bootów najskuteczniejsi w zwalczaniu żeglugi (1914–1918) |
| Dowódca                                                            | Data urodzenia                                                     | Dowodzone okręty                                                   | Liczba patroli                                                     | Zatopione statki                                                   | Zatopiony tonaż (BRT)                                              |
| ------------------------------------------------------------------ | ------------------------------------------------------------------ | ------------------------------------------------------------------ | ------------------------------------------------------------------ | ------------------------------------------------------------------ | ------------------------------------------------------------------ |
| Lothar von Arnauld de la Perière                                   | 18 marca 1886                                                      | U-35, U-139                                                        | 15                                                                 | 194                                                                | 453 000                                                            |
| Walter Forstman                                                    | 9 marca 1883                                                       | U-12, U-39                                                         | 47                                                                 | 146                                                                | 384 000                                                            |
| Max Valentiner                                                     | 15 grudnia 1883                                                    | U-3, U-38, U-157                                                   | 24                                                                 | 141                                                                | 299 000                                                            |
| Otto Steinbrinck                                                   | 19 lutego 1888                                                     | U-6, UB-10, UB-18, UC-65, UB-57                                    | 36                                                                 | 202                                                                | 231 000                                                            |
| Hans Rose                                                          | 15 kwietnia 1885                                                   | U-53                                                               | 17                                                                 | 79                                                                 | 213 000                                                            |

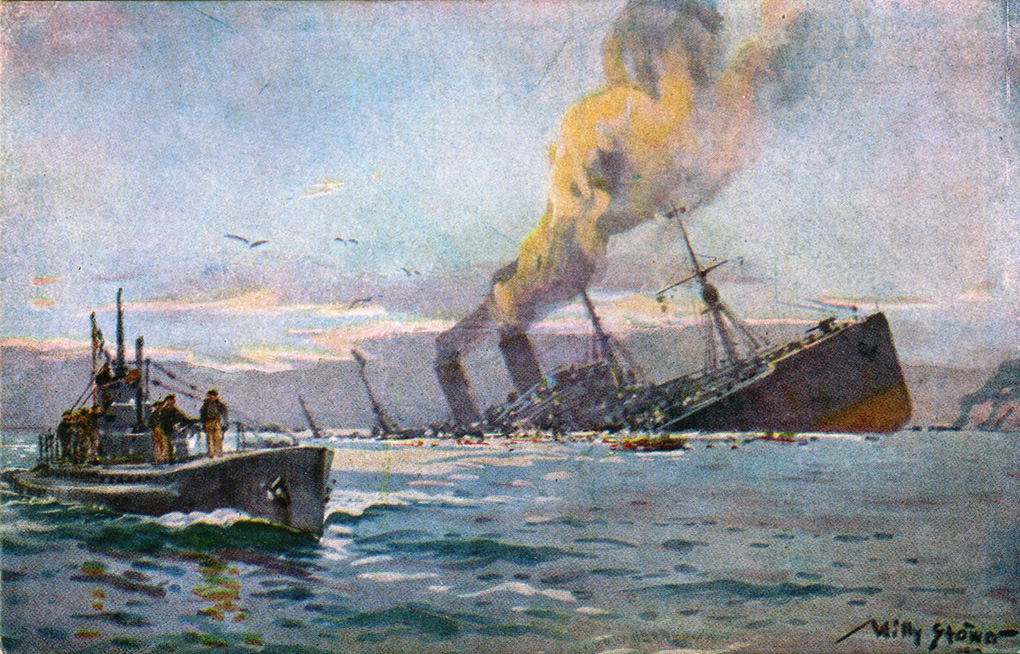
Transportowiec wojska zatopiony przez u-boota na obrazie prof. Williego Stöwera

Niemiecka flota rozpoczęła nieograniczoną wojnę podwodną dysponując zasadniczo nie więcej niż 25 operacyjnymi okrętami podwodnymi, z których jedynie około 1/3 była w każdym czasie na swoich pozycjach bojowych, inne zaś w drodze z lub do rejonów operacji, bądź też odtwarzały zdolność bojową w portach. Kampania rozpoczęła się 28 lutego i niezależnie od małej liczby dostępnych okrętów przebiegała bardzo dobrze. Tylko w marcu Niemcy zatopili 29 statków o łącznym tonażu 89 500 BRT, 33 statki (38 600 BRT) w kwietniu, 53 (126 900 BRT) w maju, 114 (115 291 BRT) w czerwcu, 86 (98 005 BRT) w lipcu, 107 (182 772 BRT) w sierpniu i 58 statków (136 048 BRT) we wrześniu. Brytyjska flota zatopiła wprawdzie 15 U-Bootów, w tym samym czasie jednak Niemcy wprowadzili do służby 25 nowych okrętów. Niemieckie poczynania wywołały ostre reperkusje w stosunkach z państwami neutralnymi, toteż Niemcy zaproponowały niektórym krajom neutralnym odszkodowania, a następnie zakazały ataków na ich jednostki.
| Dowódcy niemieckich okrętów podwodnych odpowiedzialni za zatopienie dużych liniowców pasażerskich (1914–1918) | Dowódcy niemieckich okrętów podwodnych odpowiedzialni za zatopienie dużych liniowców pasażerskich (1914–1918) | Dowódcy niemieckich okrętów podwodnych odpowiedzialni za zatopienie dużych liniowców pasażerskich (1914–1918) | Dowódcy niemieckich okrętów podwodnych odpowiedzialni za zatopienie dużych liniowców pasażerskich (1914–1918) | Dowódcy niemieckich okrętów podwodnych odpowiedzialni za zatopienie dużych liniowców pasażerskich (1914–1918) | Dowódcy niemieckich okrętów podwodnych odpowiedzialni za zatopienie dużych liniowców pasażerskich (1914–1918) |
| Dowódca | Data urodzenia                                                                                                | Okręt | Data zatopienia                                                                                               | Nazwa statku                                                                                                  | Tonaż (BRT)                                                                                                   |
| --- | --- | --- | --- | --- | --- |
| Walter Schwieger                                                                                              | 7 kwietnia 1885                                                                                               | U-20 | 7 maja 1915                                                                                                   | „Lusitania”                                                                                                   | 31 600 |
| Gustaw Siess                                                                                                  | 11 grudnia 1883                                                                                               | U-73 | 21 listopada 1916                                                                                             | „Britannic”                                                                                                   | 48 200 |
| Hans Wutsdorff                                                                                                | 29 listopada 1890                                                                                             | UB-124 | 20 lipca 1918                                                                                                 | „Justicia” | 32 200 |

Największym jednak ciosem dla niemieckiej nieograniczonej wojny podwodnej było zatopienie bez ostrzeżenia liniowca „Lusitania”. Dowodzony przez Waltera Schwiegera U-20, 7 maja 1915 roku zatopił pasażerski transatlantyk, w wyniku czego śmierć poniosło 1201 pasażerów i członków załogi, w tym 128 obywateli USA, co spowodowało wielki zatarg dyplomatyczny z tym krajem, wzmocniony jeszcze przez storpedowanie bez ostrzeżenia amerykańskiego statku „Nebraskan”. W efekcie kanclerz Bethmann-Hollweg zakazał wszelkich ataków na duże statki pasażerskie bez względu na banderę, pod jaką płyną. Kiedy dowódcą niemieckiej marynarki został Henning von Holtzendorff, 18 września 1915 roku zatrzymał on większość operacji niemieckich U-Bootów przeciwko statkom. Ograniczył on także wszelkie inne operacje do zasad wynikających z Deklaracji Londyńskiej, kończąc nieograniczoną wojnę podwodną.

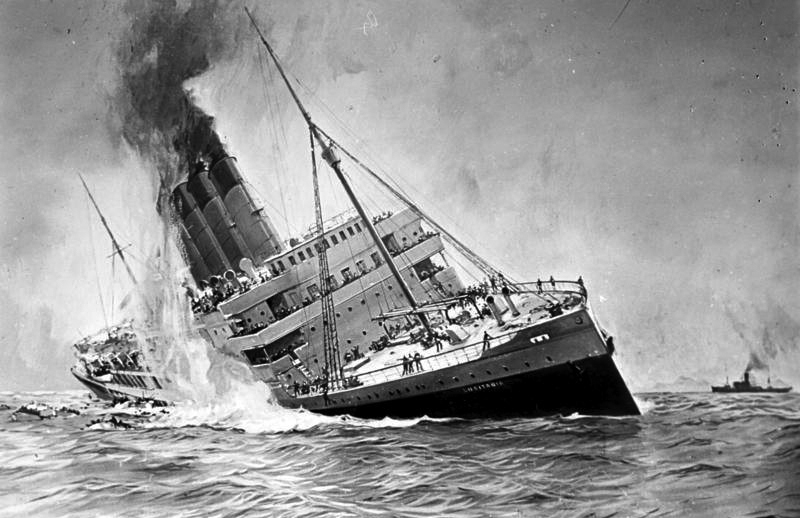
„Lusitania” tonąca po storpedowaniu przez U-20

Do września 1915 roku Brytyjczycy stracili statki o łącznym tonażu 1 294 000 BRT, jednak tonaż nowo wybudowanych do tego czasu statków wyniósł 1 233 000 BRT, a zajęte statki nieprzyjacielskie dodały do tego bilansu dodatkowe 682 000 ton. W ograniczonej kampanii podwodnej między październikiem 1915 a lutym 1916 roku, U-Booty zatopiły 209 statków o łącznym tonażu 506 026 BRT. 29 lutego, zezwolono niemieckim okrętom na ataki bez ostrzeżenia na uzbrojone statki handlowe, przez co wojna morska ponownie uległa zaostrzeniu. Zatopienie bez ostrzeżenia francuskiego parowca „Sussex”, w wyniku czego śmierć poniosło 50 pasażerów i członków załogi, ponownie zaostrzyło stosunki ze Stanami Zjednoczonymi, w związku z czym 24 kwietnia Holtzendorff przywrócił swój rozkaz nakazujący niemieckim okrętom działanie zgodnie z postanowieniami Deklaracji Londyńskiej.
| Najskuteczniejsze niemieckie okręty podwodne (1914–1918) | Najskuteczniejsze niemieckie okręty podwodne (1914–1918) | Najskuteczniejsze niemieckie okręty podwodne (1914–1918) | Najskuteczniejsze niemieckie okręty podwodne (1914–1918) | Najskuteczniejsze niemieckie okręty podwodne (1914–1918) | Najskuteczniejsze niemieckie okręty podwodne (1914–1918) |
| Okręt                                                    | Dowódca                                                  | Data urodzenia                                           | Liczba patroli                                           | Liczba jednostek                                         | Tonaż (BRT)                                              |
| -------------------------------------------------------- | -------------------------------------------------------- | -------------------------------------------------------- | -------------------------------------------------------- | -------------------------------------------------------- | -------------------------------------------------------- |
| U-35                                                     | Waldemar Kophamel                                        | 16 kwietnia 1880                                         | 8                                                        | 35                                                       | 89 000                                                   |
| U-35                                                     | Lothar von Arnauld de la Perière                         | 18 marca 1886                                            | 14                                                       | 189                                                      | 447 000                                                  |
| U-35                                                     | Ernst von Voigt                                          | 16 czerwca 1888                                          | 2                                                        | –                                                        | –                                                        |
| U-35                                                     | Heino von Heimburg                                       | 24 października 1889                                     | 1                                                        | –                                                        | –                                                        |
| U-35                                                     | Razem:                                                   | 25                                                       | 25                                                       | 224                                                      | 536 000                                                  |
| U-39                                                     | Walter Forstman                                          | 9 marca 1883                                             | 19                                                       | 151                                                      | 399 000                                                  |
| U-38                                                     | Max Valentiner                                           | 15 grudnia 1883                                          | 17                                                       | 136                                                      | 293 000                                                  |

Decyzja o ponownym rozpoczęciu kampanii nieograniczonej zapadła 9 stycznia 1917 roku, po brytyjskiej odmowie zawarcia pokoju w Europie Zachodniej. Tym razem w kampanii wzięło udział już około 120 okrętów podwodnych, a straty brytyjskie natychmiast wzrosły dramatycznie, do 564 497 BRT w marcu i 860 334 BRT w kwietniu, przy stracie zaledwie niemieckich 9 okrętów podwodnych. Wprowadzenie przez Wielką Brytanię 10 maja 1917 roku systemu konwojów spowodowało znaczny spadek strat, z 696 725 ton w czerwcu do 302 599 BRT w listopadzie 1917 roku. Rosły niemieckie straty – w 1918 roku, aż do zawieszenia broni 11 listopada, niemieckie okręty zatopiły łącznie 2 753 882 BRT przy stratach własnych wynoszących 120 jednostek. Sytuacja ta doprowadziła do załamania się, początkowo przynoszącej efekty, niemieckiej kampanii nieograniczonej wojny podwodnej. Strategia „zagłodzenia” Wysp Brytyjskich okazała się nieskuteczna. Zawieszenie broni z 11 listopada 1918 spowodowało poddanie pozostałości niemieckiej floty podwodnej: z 360 U-Bootów, które zostały zbudowane, 178 zostało zatopionych podczas działań wojennych. Niemiecka flota podwodna straciła w ten sposób 5249 osób, co stanowiło około 50% jej składu osobowego. Okręty, które uniknęły zatopienia skapitulowały, po czym zostały później złomowane lub wcielone do flot zwycięskiej strony, jeden zaś trafił do muzeum.
Podczas pierwszej wojny światowej niemieckie okręty podwodne zatopiły 6394 statki handlowe i transportowe o łącznej pojemności 11 848 702 BRT. Dodatkowo, ich ofiarą padło 10 pancerników, 10 krążowników pancernych, 2 krążowniki pancernopokładowe, 4 krążowniki lekkie, 1 krążownik minowy, 1 lotniczy okręt-baza, 1 monitor, 21 niszczycieli, 8 torpedowców, 4 kanonierki, 14 slupów, 2 okręty patrolowe, 8 stawiaczy min, 8 trałowców oraz 10 nieprzyjacielskich okrętów podwodnych.
Typy U-Bootów podczas I wojny światowej
- U-1 • U-2 • U-3 • U-5 • U-9 • U-13 • U-16 • U-17
- U-19 • U-23 • U-27 • U-31 • U-43 • U-51 • U-57 • U-63 • U-66 • Mittel U
- Krążowniki i transportowce podwodne: U-139 • U-142 • U-151
- Przybrzeżne okręty szturmowe: UB I • UB II • UB III
- Przybrzeżne stawiacze min: UC I • UC II • UC III
- Oceaniczne stawiacze min: UE 1 • UE 2

## III Rzesza

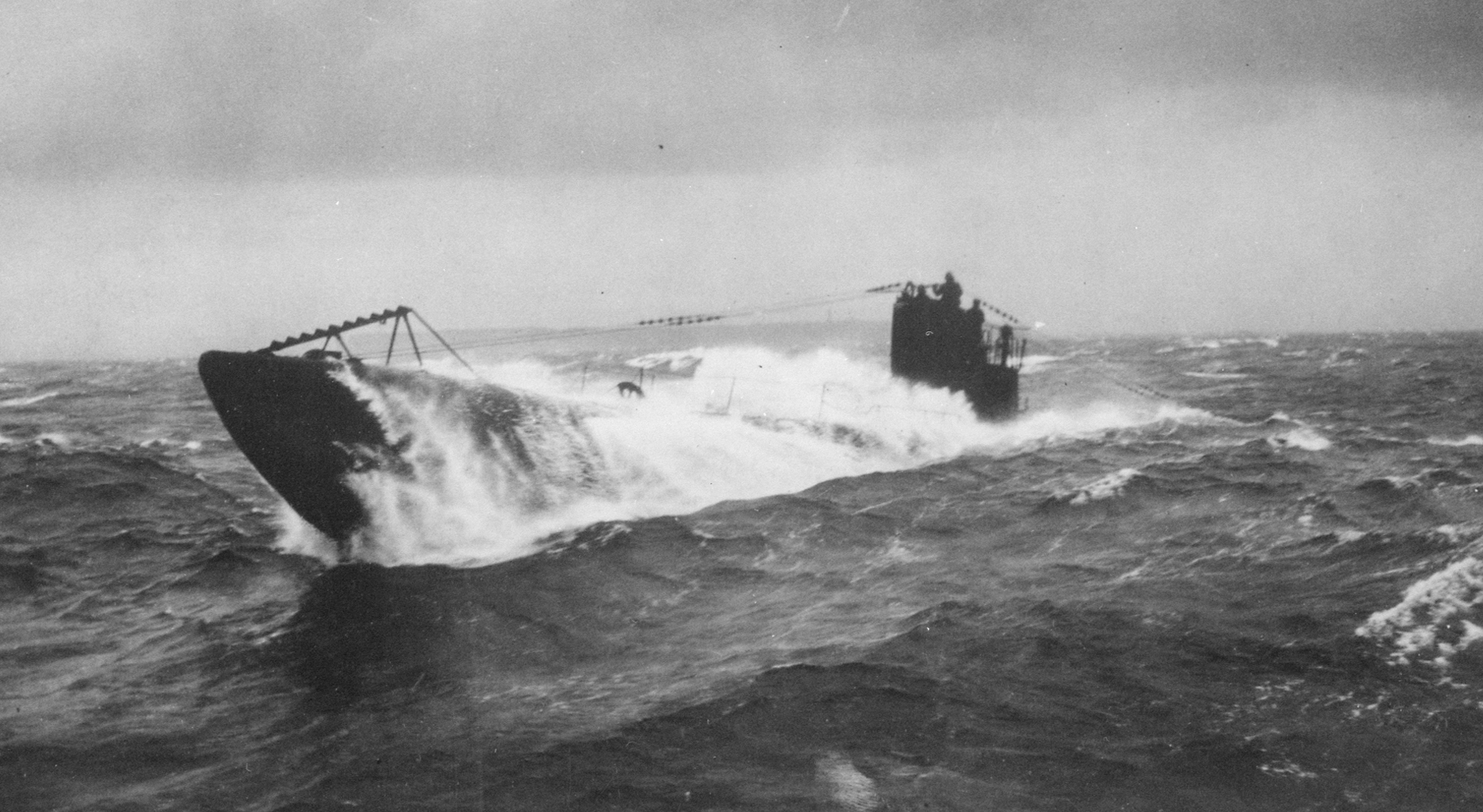
Zwodowany w 1918 roku UB-148 typu UB III

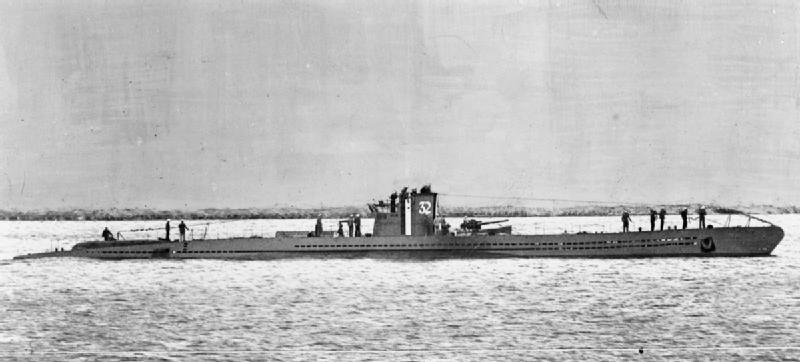
U-32 typu VIIA, zwodowany w roku 1937

Traktat wersalski wprowadził znaczne ograniczenia w wielkości i wyposażeniu niemieckiej floty, zakazano m.in. posiadania okrętów podwodnych i budowy ich na eksport. Mimo to już od lat 20. XX w. rozpoczęły się w Niemczech sekretne prace nad rozwojem floty. Założone w Holandii celem obejścia postanowień traktatowych przedsiębiorstwo Ingenieurskantoor voor Scheepsbouw (IvS) projektowało okręty podwodne dla flot innych państw (m.in. dla Finlandii i Hiszpanii), zdobywając doświadczenia potrzebne dla rozwoju niemieckiej floty. Oprócz projektowania okrętów rozpoczęto również szkolenie kadr, czemu służyła założona w 1933 roku w Kilonii pod „mylącą” nazwą szkoła zwalczania okrętów podwodnych. Dojście do władzy Adolfa Hitlera przyspieszyło proces remilitaryzacji Niemiec. Anglo-niemieckie porozumienie z 18 czerwca 1935 roku dopuściło rozbudowę niemieckiej floty do 35% tonażu Royal Navy; w przypadku okrętów podwodnych układ dopuszczał łączną wyporność jednostek dorównującą wyporności brytyjskich okrętów podwodnych, jednak Niemcy jednostronnie ograniczyły ją do wielkości 45% wyporności brytyjskiej. Sekretny program przekształcił się w rzeczywisty rozwój floty (przemianowanej na Kriegsmarine), czego efektem było wprowadzenie do służby w czerwcu 1935 roku U-1, pierwszej jednostki przybrzeżnego typu IIA. Jego konstrukcja oparta była na zbudowanym dla Finlandii okręcie „Vesikko”, jednak jego zwodowanie 29 czerwca 1935 roku – zaledwie 11 dni po podpisaniu umowy z Brytyjczykami, sugeruje znaczące przygotowania do tego, na długo przed zawarciem umowy. W rzeczywistości stępki pod pierwsze 12 okrętów zostały położone już w lutym 1935 roku.
Często uważa się, że od zakończenia I wojny światowej do roku 1935 Niemcy poczyniły ogromny postęp w zakresie technologii podwodnych. Stanowisko to nie znajduje jednak uzasadnienia w porównaniu okrętów z poprzedniej wojny oraz opracowywanych w Niemczech w 1935 roku. Zasadniczo bowiem ulepszenia dokonane przez biuro w Holandii, nie przyniosły znaczących zmian konstrukcyjnych, IvS zaś skupiała się jedynie na ulepszeniach jednostek z I wojny światowej. W rezultacie podstawowy niemiecki okręt podwodny okresu nazistowskiego – typu VIIC – był jedynie ulepszoną i nieco powiększoną wersją jednostek typu UB III, które weszły do służby w 1917 roku. Teza o stosunkowo niewielkim postępie technologicznym dokonanym przez biuro w Holandii, nie oddaje jednak całości sprawy, poczyniono bowiem w tym czasie dużą liczbę ukrytych usprawnień. Zrezygnowano m.in. ze sterowania przewodowego zastępując je sprawniejszym sterowaniem hydraulicznym, znacząco ulepszono silniki elektryczne i Diesla, nowe akumulatory zapewniły znacznie więcej energii niż ich odpowiedniki z 1918 roku, opracowano wyrzutnie torpedowe nieuwalniające bąbli powietrza przy strzale, zwiększono też dopuszczalną głębokość zanurzenia oraz wytrzymałość na pobliskie eksplozje, przez użycie silniejszej stali oraz wprowadzenie spawania elektrycznego. Mimo wszystko, już w 1935 roku w Niemczech dostępna była technologia pozwalająca na budowę tak futurystycznych okrętów podwodnych jak jednostki typu XXI, które pojawiły się pod sam koniec wojny, jednak naziści nie wykorzystali tych możliwości. Zamiast tego, budowali okręty podwodne które nie były znacznie bardziej zaawansowane, niż te którymi Niemcy operowali pod koniec poprzedniej wojny.

### Klasyfikacja okrętów podwodnych
Nowością w tym okresie było pojawienie się nowego systemu klasyfikacyjnego typów U-Bootów. Zamiast wyróżniania typu za pomocą nazwy jednostki np. U-93–U-95 (typ U-93), czy UB-18–UB-47 (typ UB-II), wprowadzono jednolity system, w którym okręty nazywane były rosnąco począwszy od 1. Niektóre typy nigdy nie osiągnęły stadium produkcyjnego, stąd w klasyfikacji nie pojawiły się przysługujące im numery. W celu odróżnienia ich od typów w innych systemach klasyfikacyjnych, nazwy nowych typów U-Bootów zapisywane były cyframi rzymskimi, zaś ich późniejsze modyfikacje bądź warianty, wyróżniane były przez dodanie liter w alfabecie łacińskim. We współczesnej literaturze często używa się klasyfikacji „typ II”, czy też „typ VII”, odnosząc się do wszystkich okrętów podwodnych w wariantach A, B, C, C/41, C/42, D i F. Pierwotna wersja zawsze jednak oznaczana była literą A – jak okręty podwodne typu IIA, czy też okręty podwodne typu VIIA, takim też przyrostkiem oznaczało okręty dowództwo niemieckiej floty podwodnej. Mimo to niektórzy współcześni autorzy pomijają oznaczenie A, gdy piszą o typach II, IIB, czy IIC.

### Organizacja U-bootwaffe od 1935 roku

#### Flotylle U-bootów
W początkach roku 1935, gdy Niemcy dokonywały ostatnich przygotowań do budowy niewielkiej liczby okrętów typu IIA w stoczni Deutsche Werke w Kilonii, głównodowodzący marynarki admirał Erich Raeder zdecydował, że z przyczyn administracyjnych jednostki podwodne będą dołączone do istniejących flotylli okrętów nawodnych. Nie przewidywał dla nich bowiem żadnej znaczącej roli przez kolejne dwa–trzy lata, dopóki nie zostanie wyszkolona odpowiednia liczba członków ich załóg. Zawarcie jednak układu z Wielką Brytanią spowodowało, że marynarka mogła wybudować więcej okrętów niż się spodziewała, i rozdzielanie ich między jednostki nawodne było niepraktyczne. Pojawiło się nagle zbyt wiele okrętów podwodnych, niezbędne więc okazało się powołanie centralnego koordynatora, zaś admirał Reader nie widział odpowiednich kandydatów, zaś odpowiedni – doświadczeni oficerowie z I wojny – zajmowali wyższe pozycje i nie byli zainteresowani obniżeniem swojej rangi lub też powrotem z sektora prywatnego. Latem 1935 roku do Niemiec powrócił jednak Fregattenkapitän Karl Dönitz, który dysponując doświadczeniem podwodnym z poprzedniej wojny, wydawał się idealnym kandydatem na pozycję szefa flotylli okrętów podwodnych. W skład utworzonej 27 września 1935 roku 1. Flotylli U-Bootów „Weddingen” weszły: U-7 pod dowództwem Kurta Freiwalda, U-8 z Geraldem Grosse, U-9 dowodzony przez Hansa-Günthera Looffa, U-10 z Heinzem Scheringerem, U-11 pod dowództwem Hansa Rösinga oraz U-12 z Wernerem von Schmidtem.
Wbrew powszechnym twierdzeniom Dönitz nie był wówczas szefem niemieckiej floty podwodnej, był jedynie dowódcą jej flotylli – podlegających mu sześciu operacyjnych okrętów. Sześć okrętów szkolnych podlegało pod Inspektorat Torped i były kontrolowane przez oficera dowodzącego flotyllą szkolną Kurta Slevogta. Tworzyły ją U-1 z Klausem Ewerthem, U-2 z Hermanem Michahellesem, U-3 pod dowództwem Hansa Meckela, U-4 z Hannesem Weingärtnerem, U-5 pod dowództwem Rolfa Dau’a oraz dowodzony przez Ludwiga Mathesa U-6. Inne sprawy dotyczące okrętów podwodnych, w tym planowanie techniczne i budowa jednostek, zarządzane były przez Departament U-Bootów OKM w Berlinie, i musiało upłynąć jeszcze dużo czasu, zanim Dönitz był w stanie wpływać na decyzje w tych sprawach.
1 października 1935 roku Dönitz został promowany do stopnia Kapitäna zur See i utworzona została 2. Flotylla U-Bootów „Saltzwedel”. Szybko rosnąca liczba okrętów powodowała tworzenie nowych flotylli, zaś pierwsi dowódcy jednostek, zaczynali awansować do funkcji szefów flotylli (niem. chef), co oznacza zwykle oficerów technicznych, jednak nazwa szefa stosowana była w tym wypadku również do oficerów dowodzących flotyllami. Krótko przed wybuchem II wojny światowej, niemiecka flota podwodna zorganizowana była w sposób następujący:
| Führer der Unterseeboote (FdU): Kapitän zur See Karl Dönitz     |              |               |                                    |
| 1. oficer sztabowy: Korvettenkapitän Eberhard Godt              |              |               |                                    |
| 2. oficer sztabowy: Kapitänleutnant Hans-Gerrit von Stockhausen |              |               |                                    |
| 3. oficer sztabowy: Kapitänleutnant Hans Cohausz                |              |               |                                    |
| Dowództwo techniczne: Fregattenkapitän Otto Thedsen             |              |               |                                    |
| 1. Flotylla U-Bootów                                            | „Weddingen”  | Kilonia       | Kapitänleutnant Hans-Günther Looff |
| 2. Flotylla U-Bootów                                            | „Saltzwedel” | Wilhelmshaven | Korvettenkapitän Hans Ibbeken      |
| 3. Flotylla U-Bootów                                            | „Lohs”       | Kilonia       | Kapitänleutnant Hans Eckermann     |
| 5. Flotylla U-Bootów                                            | „Emsmann”    | Kilonia       | Korvettenkapitän Hans Rösing       |
| 6. Flotylla U-Bootów                                            | „Hundius”    | Wilhelmshaven | Korvettenkapitän Werner Hartmann   |
| 7. Flotylla U-Bootów                                            | „Wegener”    | Kilonia       | Korvettenkapitän Ernst Sobe        |
| Flotylla szkolna                                                | US-FL        | Neustadt      | Kapitän zur See Werner Scheer      |

W miarę zdobywania przez III Rzeszę nowych terytoriów oraz rozbudowy floty podwodnej, podział wyglądał następująco:
| FdU West | FdU West                                           |
| --- | -------------------------------------------------- |
| 1. Flotylla U-Bootów | Kilonia, później Brest                             |
| 2. Flotylla U-Bootów | Wilhelmshaven, Lorient, później Norwegia           |
| 3. Flotylla U-Bootów | Kilonia, La Pallice, La Rochelle, później Norwegia |
| 6. Flotylla U-Bootów | Gdańsk, później Saint-Nazaire                      |
| 7. Flotylla U-Bootów | Kilonia, Saint-Nazaire, później Norwegia           |
| 9. Flotylla U-Bootów | Brest                                              |
| 10. Flotylla U-Bootów | Lorient                                            |
| 12. Flotylla U-Bootów | Bordeaux                                           |
| FdU Norwegen |                                                    |
| 11. Flotylla U-Bootów | Bergen                                             |
| 13. Flotylla U-Bootów | Trondheim                                          |
| FdU Centre |                                                    |
| W okresie wojny przez FdU Centre krótkookresowo przewinęło się około 45 okrętów, przydzielonych do tego dowództwa na krótki czas formowania trzonu sił antyinwazyjnych. W tym czasie, główne uderzenie alianckie spodziewane było w najwęższym miejscu Kanału La Manche w okolicy Pas-de-Calais. |                                                    |
| FdU Mittelmeer |                                                    |
| 23. Flotylla U-Bootów | Salamis                                            |
| 29. Flotylla U-Bootów | Tulon, La Spezia, Pola, Marsylia, Salamina         |
| FdU Morze Czarne |                                                    |
| 30. Flotylla U-Bootów | Konstanca, Feodosia                                |
| FdU Ost |                                                    |
| 22. Flotylla U-Bootów | Gdynia                                             |
| Strefa operacyjna Daleki Wschód |                                                    |
| Operacje na obszarze dalekowschodnim były kontrolowane bezpośrednio przez główne dowództwo w osobie Karla Dönitza |                                                    |

#### Dowództwo
Po I wojnie światowej Niemcy nie mogły posiadać okrętów podwodnych, jednak po podpisaniu anglo-niemieckiego traktatu morskiego w 1935 roku, odtworzone zostały siły podwodne niemieckiej marynarki, podlegające Oberkommando der Marine (OKM) oraz Seekriegsleitung (SKL) – Zarządowi Wojny Morskiej. Do 1939 roku dowództwo nad flotą podwodną sprawował Führer der Unterseeboote (FdU), wtedy jednak FdU zostało zdegradowane do rangi regionalnego dowództwa, zaś obowiązki dowodzącego wszystkimi okrętami podwodnymi przejął Befehlshaber der U-Boote (BdU), którym mianowany został Karl Dönitz.
28 stycznia 1939 roku Kapitän zur See Karl Dönitz został awansowany do stopnia Kommodore, zaś 19 września 1939 roku jego stanowisko zmieniono, i piastował odtąd funkcję Befehlshaber der U-Boote (BdU). Z czasem tworzono natomiast regionalne dowództwa okrętów podwodnych dla poszczególnych teatrów działań wojennych, w miarę zdobywania nowych baz morskich w różnych krajach, i tak były to FdU West z siedzibą w Angers we Francji odpowiadający za atlantycki obszar operacyjny, FdU Norwegen z siedzibą w Narwiku odpowiadający za morza polarne, FdU Centre – Kilonia – wody europejskie, FdU Mittelmeer – Tulon i Aix-en-Provence – Morze Śródziemne, FdU Schwarzes Meer – Konstanca – Morze Czarne oraz FdU Ferner Osten – Penang – Daleki Wschód.

#### Szkolenie

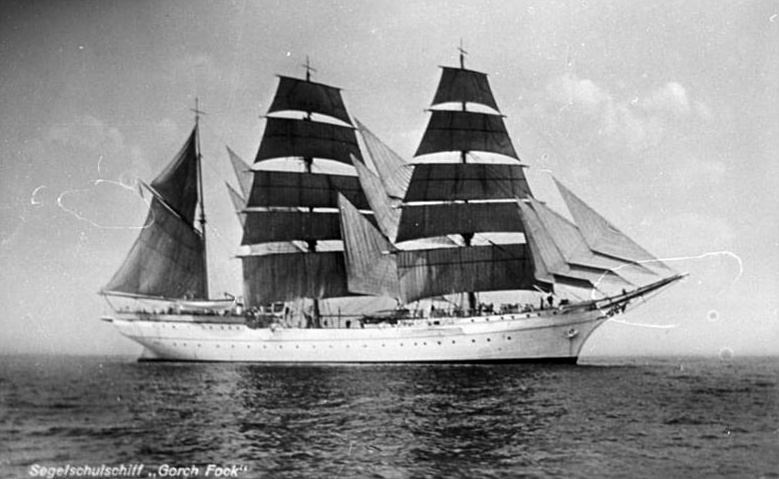
Okręt szkolny niemieckiej marynarki „Gorch Fock” w latach 30.

Trening oficerski dla kadetów morskich rozpoczynał się trzymiesięcznym szkoleniem ogólnowojskowym – identycznym jak dla kadetów piechoty – na wyspie Dänholm w pobliżu Stralsundu. Ta placówka lądowa nosiła nazwę S.St.ABt (Schiffsstammabteilung – Placówka Treningu Podstawowego dla Personelu Morskiego). Rekruci do oddziałów artylerii nabrzeżnej przechodzili trening podstawowy w Mar.St.Abbt (Marinestammabteilun – Placówka Treningu Podstawowego dla Personelu Marynarki), umieszczonym w centrum szkolenia podstawowego wojsk lądowych w Munsterlager. Przed wybuchem II wojny światowej kadeci spędzali znaczną ilość czasu na pływaniu na pokładzie trzech bark „Albert Leo Schlageter”, „Horst Wessel” i „Gorch Fock”, jak również na dwóch przeddrednotach „Schleswig-Holstein” i „Schlesien”. Na wszystkich tych jednostkach odbywali dalekie rejsy w celu prezentacji bandery.
W okresie wojennym, obycie morskie nabywane było na szerszym wachlarzu jednostek o charakterze bojowym. 55 kadetów szkoliło się na pokładzie krążownika ciężkiego „Admiral Scheer” podczas jego sześciomiesięcznego rajdu na południowym Atlantyku i Oceanie Indyjskim w latach 1940–1941, jednak trening morski na pokładzie operacyjnych okrętów podwodnych został przerwany z chwilą dramatycznego wzrostu strat niemieckich w 1943 roku. Po odbyciu takich rejsów, kadeci marynarki wracali na ląd, gdzie przechodzili szkolenie w akademii morskiej we Flagensburg–Mürwik, po którym otrzymywali patent oficerski i pierwszy przydział. W okresie wojennym, czas między wstąpieniem do służby a otrzymaniem patentu, był z konieczności bardzo skrócony.
Szkolenie pozostałych członków załóg, którym kierował Kapitän zur See Karl Dönitz, było bardzo sformalizowane. Każdy członek załogi musiał być szkolony przez dziewięć miesięcy, w tym czasie musiało być przeprowadzone m.in. 6 ataków.

## II wojna światowa
Największe statki i okręty zatopione przez U-Booty w czasie II wojny światowej
| Data zatopienia           | Nazwa jednostki       | Pojemność [BRT] | Klasa jednostki       | Zatopiony przez | Dowódca U-Boota             |
| ------------------------- | --------------------- | --------------- | --------------------- | --------------- | --------------------------- |
| 28 października 1940(dts) | „Empress of Britain”  | 42 348          | statek pasażerski     | U-32            | Hans Jenisch                |
| 21 grudnia 1942(dts)      | „Strathallan”         | 23 722          | transportowiec wojska | U-562           | Horst Hamm                  |
| 10 października 1942(dts) | „Orcades”             | 23 456          | transportowiec wojska | U-172           | Carl Emmermann              |
| 7 marca 1941(dts)         | „Terje Viken”         | 20 638          | statek wielorybniczy  | U-99            | Otto Kretschmer             |
| 6 czerwca 1940(dts)       | HMS „Carinthia”       | 20 277          | krążownik pomocniczy  | U-46            | Engelbert Endrass           |
| 10 października 1942(dts) | „Duchess of Atholl”   | 20 119          | statek pasażerski     | U-178           | Hans Ibbeken                |
| 14 listopada 1942(dts)    | „Warwick Castle”      | 20 107          | transportowiec wojska | U-413           | Gustav Poel                 |
| 12 września 1942(dts)     | „Laconia”             | 19 695          | transportowiec wojska | U-156           | Werner Hartenstein          |
| 11 listopada 1942(dts)    | „Viceroy of India”    | 19 627          | transportowiec wojska | U-407           | Ernst-Ulrich Brüller        |
| 3 listopada 1940(dts)     | HMS „Laurentic”       | 18 724          | krążownik pomocniczy  | U-99            | Otto Kretschmer             |
| 7 grudnia 1942(dts)       | „Ceramic”             | 18 713          | statek pasażerski     | U-515           | Werner Henke                |
| 13 czerwca 1940(dts)      | HMS „Scotstoun”       | 17 046          | krążownik pomocniczy  | U-25            | Heinz Beduhn                |
| 17 marca 1944(dts)        | „Dempo”               | 17 024          | transportowiec wojska | U-371           | Waldemar Mehl               |
| 29 października 1942(dts) | „Kosmos II”           | 16 966          | statek wielorybniczy  | U-624           | Ulrich von Soden-Fraunhofen |
| 10 sierpnia 1940(dts)     | HMS „Transylvania”    | 16 923          | krążownik pomocniczy  | U-56            | Erich Harms                 |
| 13 kwietnia 1941(dts)     | HMS „Rajputana”       | 16 644          | krążownik pomocniczy  | U-108           | Klaus Scholtz               |
| 2 grudnia 1940(dts)       | HMS „Forfar”          | 16 402          | krążownik pomocniczy  | U-99            | Otto Kretschmer             |
| 8 września 1944(dts)      | „Empire Heritage”     | 15 702          | zbiornikowiec         | U-482           | von Hartmut Matuschka       |
| 2 lipca 1940(dts)         | „Arandora Star”       | 15 501          | statek pasażerski     | U-47            | Günther Prien               |
| 3 lutego 1942(dts)        | „Amerikaland”         | 15 355          | frachtowiec           | U-106           | Hermann Rasch               |
| 27 sierpnia 1940(dts)     | HMS „Dunvegan Castle” | 15 007          | krążownik pomocniczy  | U-46            | Engelbert Endrass           |

| Data zatopienia           | Nazwa jednostki    | Wyporność (tony) | Klasa jednostki        | Zatopiony przez | Dowódca U-Boota                |
| ------------------------- | ------------------ | ---------------- | ---------------------- | --------------- | ------------------------------ |
| 25 listopada 1941(dts)    | HMS „Barham”       | 31 100           | pancernik              | U-331           | Hans-Dietrich von Tiesenhausen |
| 14 października 1939(dts) | HMS „Royal Oak”    | 29 150           | pancernik              | U-47            | Günther Prien                  |
| 13 listopada 1941(dts)    | HMS „Ark Royal”    | 22 600           | lotniskowiec           | U-81            | Friedrich Guggenberger         |
| 11 sierpnia 1942(dts)     | HMS „Eagle”        | 22 600           | lotniskowiec           | U-73            | Helmut Rosenbaum               |
| 17 września 1939(dts)     | HMS „Courageous”   | 22 500           | lotniskowiec           | U-29            | Otto Schuhart                  |
| 5 listopada 1942(dts)     | HMS „Avenger”      | 13 785           | lotniskowiec eskortowy | U-155           | Adolf Piening                  |
| 21 grudnia 1941(dts)      | HMS „Audacity”     | 11 000           | lotniskowiec eskortowy | U-751           | Gerhard Bigalk                 |
| 29 maja 1944(dts)         | USS „Block Island” | 9393             | lotniskowiec eskortowy | U-549           | Detlev Krankenhagen            |
| 11 marca 1942(dts)        | HMS „Naiad”        | 5450             | krążownik lekki        | U-565           | Johann Jebsen                  |
| 16 czerwca 1942(dts)      | HMS „Hermione”     | 5450             | krążownik lekki        | U-205           | Franz-Georg Reschke            |
| 18 lutego 1944(dts)       | HMS „Penelope”     | 5270             | krążownik lekki        | U-410           | Horst-Arno Fenski              |
| 15 grudnia 1941(dts)      | HMS „Galatea”      | 5220             | krążownik lekki        | U-557           | Ottokar Paulshen               |
| 24 listopada 1941(dts)    | HMS „Dunedin”      | 4850             | krążownik lekki        | U-124           | Johann Mohr                    |

### Osobliwości
Wilhelm Kiesewetter był najstarszym dowódcą niemieckiego okrętu podwodnego podczas drugiej wojny światowej. W okresie od 20 listopada 1940 do maja 1941 roku sprawował dowództwo UC-1 (były norweski B-5). W chwili zdania dowództwa jednostki, miał ukończone 62 lata. Najmłodszym dowódcą był zaś Ludwig-Ferdinand von Friedeburg, który w momencie objęcia dowództwa U-155 15 sierpnia 1944 roku liczył sobie 20 lat i 88 dni. Alfred Radermacher służył nieprzerwanie na U-5 pokonując na nim wszystkie szczeble awansu od marynarza po dowódcę okrętu. Georg Peters sprawował dowództwo któregoś z okrętów podwodnych każdego – od pierwszego do ostatniego – dnia wojny.

## Efektywność wojenna
| Straty U-Bootów podczas pierwszej i drugiej wojny światowej na wodach europejskich. | Straty U-Bootów podczas pierwszej i drugiej wojny światowej na wodach europejskich. | Straty U-Bootów podczas pierwszej i drugiej wojny światowej na wodach europejskich. | Straty U-Bootów podczas pierwszej i drugiej wojny światowej na wodach europejskich. | Straty U-Bootów podczas pierwszej i drugiej wojny światowej na wodach europejskich. | Straty U-Bootów podczas pierwszej i drugiej wojny światowej na wodach europejskich. |
|                                                                                     | I wojna światowa                                                                    | II wojna światowa                                                                   | II wojna światowa                                                                   | II wojna światowa                                                                   |                                                                                     |
| 01.09.1939–31.05.43                                                                 | I wojna światowa                                                                    | 01.06.43–08.05.45                                                                   | Ogółem                                                                              |                                                                                     |                                                                                     |
| ----------------------------------------------------------------------------------- | ----------------------------------------------------------------------------------- | ----------------------------------------------------------------------------------- | ----------------------------------------------------------------------------------- | ----------------------------------------------------------------------------------- | ----------------------------------------------------------------------------------- |
| Liczba straconych U-Bootów                                                          | 178                                                                                 | 234                                                                                 | 396                                                                                 | 630                                                                                 |                                                                                     |
| Liczba zatopionych statków                                                          | 6386                                                                                | 2494                                                                                | 346                                                                                 | 2840                                                                                |                                                                                     |
| Zatopiony tonaż                                                                     | 11 937 994                                                                          | 12 604 770                                                                          | 1 728 312                                                                           | 14 333 082                                                                          |                                                                                     |
| Zatopione statki na stracony U-Boot                                                 | 35,8:1                                                                              | 10,7:1                                                                              | 0,87:1                                                                              | 4,5:1                                                                               |                                                                                     |
| Zatopiony tonaż na stracony U-Boot                                                  | 67 067                                                                              | 53 867                                                                              | 4364                                                                                | 22 751                                                                              |                                                                                     |

| Rezultaty działalności operacyjnej U-Bootów i innych flot podwodnych podczas II wojny światowej. | Rezultaty działalności operacyjnej U-Bootów i innych flot podwodnych podczas II wojny światowej. | Rezultaty działalności operacyjnej U-Bootów i innych flot podwodnych podczas II wojny światowej. | Rezultaty działalności operacyjnej U-Bootów i innych flot podwodnych podczas II wojny światowej. | Rezultaty działalności operacyjnej U-Bootów i innych flot podwodnych podczas II wojny światowej. | Rezultaty działalności operacyjnej U-Bootów i innych flot podwodnych podczas II wojny światowej. |
| Państwo                                                                                          | Użyte okręty operacyjne                                                                          | Okręty stracone                                                                                  | % straconych                                                                                     | Zatopienia (mln ton)                                                                             | Zatopienia na 1 okręt (tys. ton)                                                                 |
| ------------------------------------------------------------------------------------------------ | ------------------------------------------------------------------------------------------------ | ------------------------------------------------------------------------------------------------ | ------------------------------------------------------------------------------------------------ | ------------------------------------------------------------------------------------------------ | ------------------------------------------------------------------------------------------------ |
| Niemcy                                                                                           | 830                                                                                              | 784                                                                                              | 94%                                                                                              | 14,7                                                                                             | 17,7                                                                                             |
| USA                                                                                              | 260                                                                                              | 52                                                                                               | 20%                                                                                              | 5,3                                                                                              | 20,4                                                                                             |
| ZSRR                                                                                             | 213                                                                                              | 110                                                                                              | 52%                                                                                              | 0,4                                                                                              | 1,9                                                                                              |
| Japonia                                                                                          | 190                                                                                              | 129                                                                                              | 68%                                                                                              | 0,9                                                                                              | 4,7                                                                                              |